# استاد جابر المبارك الصباح
استاد جابر المبارك الصباح أو ملعب نادي الصليبخات هو ملعب ذو استخدامات متعددة يقع في منطقة الصليبخات في محافظة العاصمة، الكويت. و هو الملعب الخاص لنادي الصليبخات ويتسع الملعب ل15,000 متفرج.

## تفاصيل المشروع
استاد جابر المبارك أو ملعب نادي الصليبخات الرياضي تم إفتتاحه رسمياً خلال بطولة كأس الخليج العربي 26 ، وهو أول استاد في دولة الكويت لا يحتوي على مضمار ليعطي أفضل مشاهدة ، وقد تم البدء بالأعمال في فبراير 2021 ، وقد أقيم على مساحة 102 ألف متر مربع، ويتسع لـ 15 ألف متفرج، ويضم بين جنباته، عدة أدوار، خصص الأرضي منها لغرف اللاعبين، والحكام، والإداريين، وصالتان رياضيتان، وغرفة للإحماء، بالإضافة إلى غرف النقل التلفزيوني والإذاعي، فيما خصص «الميزانين» للمؤتمرات الإعلامية، وصالة للإعلاميين تتسع لـ 100 إعلامي، ومكاتب إدارية، ويحتوي الدور الأول على قاعة فسيحة للشخصيات المهمة (VIP) تضم 98 مقعدا، والدور الثاني يحتوي على منصات خاصة للمشاهدين مع إطلالة مميزة على الملعب بـ 14 غرفة، تضمن 200 مقعد، بالإضافة إلى عدد 2 استديو تحليلي، وغرف للمعلقين، وستكون أرضية الملعب من العشب الهجين، وهو خليط من العشب الصناعي والطبيعي معا.
وقد بني الملعب من هيكل خرساني، وهيكل معدني، مع مادة تكسية خارجية (ATFE)، تعطي لمحة جمالية للمبنى، ومقاومة لعوامل الطبيعة، ومنفذة للإضاءة بذات الوقت، والمواد المستخدمة في جلها صديقة للبيئة، وهناك 28 بوابة في الستاد، تعمل بنظام الكاميرات الأمنية، منها بوابة تعمل بنظام الحجز الإلكتروني، وأخرى للطوارئ الطبية، وثالثة للصيانة والخدمات، بالإضافة إلى مواقف خارجية لمركبات المتفرجين.

## روابط خارجية
- معلومات الاستاد